# Karel Kuffner
Karel Kuffner (5. prosince 1858 Mirovice – 22. února 1940 Praha) byl český psychiatr, profesor Univerzity Karlovy v Praze, autor první učebnice psychiatrie v češtině (1897), ve které představil českou psychiatrickou terminologii. Je považován za otce české vědecké psychiatrie.

## Život

### Mládí
Narodil se v Mirovicích v jižních Čechách v české měšťanské rodině, která se nedlouho předtím přestěhovala z Blatné. Jeho bratry byli Hanuš Kuffner, pozdější novinář, spisovatel a vojenský historik, a novinář Jozef Kuffner, sestry Jiřina a Johanna se posléze staly učitelkami, mj., v pražském Ženském výrobním spolku. Vystudoval Karlovu univerzitu v Praze, poté působil jako sekundář profesora Josefa Kratochvíla (1830–1893) v pražském Zemském ústavu choromyslných. Roku 1889 absolvoval roční studijní stáž u profesora Theodora Meynerta ve Vídni.

### Odborná a pedagogická praxe
V letech 1900 až 1929 působil jako řádný profesor psychiatrie na české univerzitě v Praze. Byl autorem mnoha děl v češtině a němčině. Zavedl termín schizoformit, odkazující na případy údajné schizofrenie. Ve své klasifikaci duševních nemocí rozdělil demence na primární a sekundární, zavedl termíny demence simplex consecutiva (rámcově odpovídající tehdy používanému termínu demence praecox) a pro demenci bez psychotických příznaků použil termín demence praecox primitiva. .
Kuffnerovými studenty a spolupracovníky byli mj. Jan Janský, Antonín Heveroch, Zdeněk Mysliveček, Ladislav Haškovec, Leo Taussig, Karel Bělohradský a Hubert Procházka. Spolupracoval také při tvorbě a redakcí Ottova slovníku naučného; jeho příspěvky jsou označeny zkratkou „kfr.“.
Ještě roku 1914 byl rodinným stavem uváděn jako svobodný.

### Úmrtí

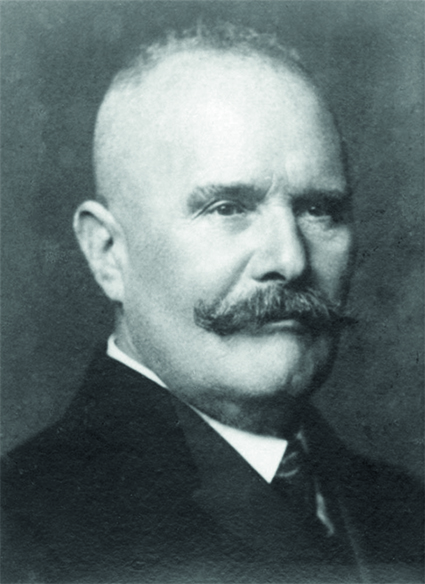
Kuffner v pozdějším věku

Zemřel 22. února 1940 v Praze ve věku 71 let a byl pohřben na Olšanských hřbitovech.
Roku 1958 byla budova psychiatrické kliniky v Plzni přejmenována na Kuffnerův pavilon.

## Dílo (výběr)

### Knihy
- Psychiatrie pro studium i praktickou potřebu lékaře. I. díl: Část povšechná . Praha: Bursík a Kohout, 1897
- O citu spolecenském a jeho nemocech . Praha: nákladem Spolku českých mediků, 1899
- Psychiatrie pro studium a praktickou potřebu. II. díl: Část speciální . Praha: Bursík a Kohout, 1900

### Články
- Ueber den Begriff der Degeneration vom heutigen Standpunkt. Wiener med. Rundschau 10 (1896)
- O citu společenském a jeho chorách (1899)
- O shodě mozkové stvly s funkcemi. Sborník lékařský
- Příspěvek k learn about centrálních optických drahs. Sbornik lékařský (1890)
- O poměru Jékaře k utázce příčetnosti. Sborník lékařský (1908)
- Dva soudní případy bájivé lhavosti (1905)
- Dva případy simulace. Časopis lékařů českých (1886)
- Případ dvojitého vědomí. Časopis lékařů českých 27, s. 705; 721; 737; 755; 780 (1888)
- O bezaffektnosti senilních psychosů. Časopis lékařů českých (1890)
- Klinický příspěvek k asociační theorii. Časopis lékařů českých 29, s. 845; 865; 888; 911 (1890)
- Teorie posornosti. Časopis lékařů českých (1891)
- Patologická anatomie psychos. Časopis lékařů českých 30, s. 833-837 (1891)
- O sebevědomí a jeho vadách. Časopis lékařů českých 31, s. 101; 124 (1892)
- O Meynertavi. Časopis lékařů českých (1892)
- Příspěvek k pathoiogické anatomii idiotie. Časopis lékařů českých 32, s. 101; 121; 141; 163; 186; 223; 246 (1893)
- Patologická opilost . Časopis lékařů českých 33, s. 42-45 (1894)
- Chorobná irritabilita na podladu degenerativním. Časopis lékařů českých (1894)
- Ségalosově psychomotorické odrůdě paranojy. Časopis lékařů českých 34, s. 441; 461; 486 (1895)
- Dobrozdání ck české fakulty lékařské o duševním stavu Fr. Č., Obviněného ze zločinu úkladné vraždy . Časopis lékařů českých 34, s. 1009-1031 (1895)
- O botě mozkové stavby s funkcemi. Sbírka prednásek z lesního kravína. Praha, 1899 s. 17-29
- Statistické zkušenosti o psychosách alkoholových (u musu). Časopis lékařů českých 40, s. 757-759 (1901)
- Zaopatrení krátkodobých psychós. Luk. rozhledy 9, s. 211-214 (1901)
- Svévolný vzdor. Časopis lékařů českých 42, s. 1001; 1027; 1047 (1903)
- Psychiatrie a reforma poenální legislativy. Časopis lékařů českých 45, s. 331; 367 (1906)
- O pomeru lékare k otázce přícetnosti. Rev. v neurol., psychiatr., fys. diaetet. terapie. 5, 65, 117 (1908)
- Přednášel MUDr. Benj. Čumpelík (Nekrolog). Časopis lékařů českých (1909)
- Hranice slabomyslnosti v theorii iv praxi. Časopis lékařů českých (1909)
- Zkušenosti o afatických demencích. Časopis lékařů českých (1902)